# معاومة
المُعاومة أو السَّناهة هو مصطلح يستخدم في الفَكَاهة للإشارة إلى الأشجار تحمل سنة وتَشح أُخرى، وتُنعت هذه الشجرة بالسنهاء أيضًا. في سنة تحمل الشجرة الكثير من الفاكهة، ما يسبب صغر حجم الفاكهة. قد يكون الوزن الزائد في الفروع الرئيسة أكثر من تحمّلها، ما يؤدي إلى كسرها. والنتيجة الرئيسة الأخرى هي أن تكاثر الأزهار سيكون أقل، وستكون السنة اللاحقة سنة قليلة الحمل. يمكن أن يكون هذا السلوك بسبب الهرمونات النباتية ، وخاصة الجبرلينات التي تُنتج بكميات زائدة في السنوات المزدهرة في أجنة الفاكهة الصغيرة. ويمكن أيضا أن يكون سببه استنزاف احتياطيات السكريات في الشجرة. الأشجار المعاومة أكثر شيوعا في بعض محاصيل الفاكهة مثل الأنبج والتفاح والكمثرى والمشمش والأفوكادو والزيتون ويكاد يكون معدوما في العنب.